# شاروهين

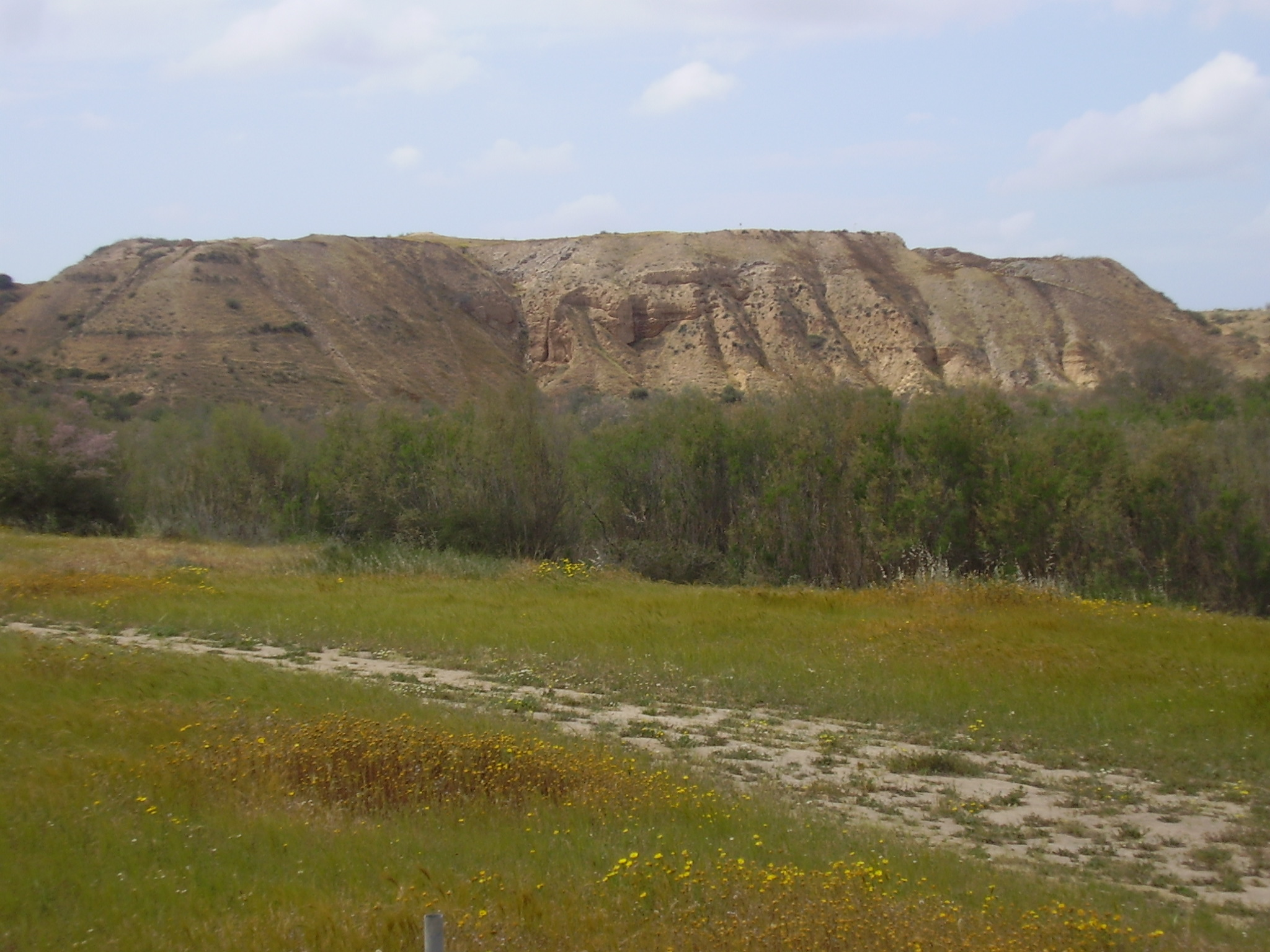
تل الفرح جنوب

شاروهين ((بالعبرية: שָׁרוּחֶן‏))  كانت بلدة قديمة في صحراء النقب أو ربما في قطاع غزة. بعد طرد الهكسوس من مصر في النصف الثاني من القرن السادس عشر قبل الميلاد ، فروا إلى شاروهين وتحصنوا بها. استولت جيوش الملك أحمس الأول على المدينة ودمرتها بالأرض بعد حصار دام ثلاث سنوات.

## التاريخ
| M8 | D21 | Z1 | M16 | N35 | G1 | N25 |

| M8 | D21 | Z1 | M16 | N35 | G1 | N25 |

كان تدمير شاروهين مجرد المرحلة الأولى من سياسة الحرب الوقائية الجديدة التي شنها المصريون. لأن المصريين من الأسرة المصرية السابعة عشر شعروا بالإهانة الشديدة بسبب حكم الأسرة المصرية الخامسة عشر والسادسة عشر للهكسوس (1650 ق.م - 1550 ق.م) ، شنت سلالة طيبة حربًا طموحة ، بقيادة سقنن رع ، ضد الملك الأجنبي ، أبوفيس الأول ، لاستعادة الأراضي المفقودة. على الرغم من فشل حملته الخاصة لطرد الهكسوس من مصر ، وقتل هو نفسه في معركة ، شن ابنه كاموس هجومًا على عاصمة الهكسوس أفاريس.
كان أخوه الأصغر أحمس الأول ، على أية حال ، هو الذي نجح أخيرًا في الاستيلاء على أفاريس ، وتدميرها ، وطرد حكام الهكسوس من مصر تمامًا.
يمكن تصحيح الإهانة العميقة للحكم الأجنبي لشرف مصر وسلامتها ، ومنع تكرارها ، فقط ببسط هيمنة مصر على الآسيويين في شمال مصر وشرقها. انخرط أحمس الأول في حصار انتقامي لمدة ثلاث سنوات لشاروهين ، وبالتالي شن سياسة عدوانية للحرب الاستباقية. سقطت المدينة بعد فترة وجيزة من الحصار ، منهية قوة الهكسوس. : 193–4 حافظ على انتصاراته ابنه أمنحتب الأول ، ثم تابعه خليفة أمنحتب تحتمس الأول ، الذي بسط النفوذ المصري حتى مملكة ميتاني في الشمال وبلاد الرافدين في الشرق ، ودفع حدود الإمبراطورية المصرية إلى أبعد من أي وقت مضى.
مذكور شاروهين في الكتاب المقدس في Joshua 19: 6 في وصف تخصيص سبط شمعون.

## التعريف
المواقع التالية ، التي تقع جميعها في نفس المنطقة الصغيرة على طول نهري وادي غزة و وادي جرار ، قد تم تحديدها على أنها ربما تكون قديمة لشاروهين ؛
- يعتقد العديد من العلماء اليوم أن وادي غزة ( 31 ° 16′55 شمالًا 34 ° 28′57 شرقًا ) ، الواقعة في وادي غزة بالقرب من الحدود مع غزة ، كانت شاروهين. تم التنقيب لأول مرة في جنوب فرح بواسطة فلندرز بيتري في أواخر عشرينيات القرن الماضي. حدد الموقع أولاً باسم بيث بيلت (Joshua 15:27) ونشر تقارير التنقيب تحت أسماء بيث بيلت االأول والثاني. كان وليام فوكسويل أولبرايت هو الذي وضع الأساس لتعريف تل فرح جنوبًا باسم شاروهين.[6]
- فلندرز بيتري أيضًا حفّر تل العجول ( 31.467665 ° شمالاً 34.404297 درجة شرقاً ) ، في منطقة غزة ، في الثلاثينيات. كان يعتقد أن تل العجول كانت مدينة شاروهين ، وهي نظرية منذ ذلك الحين تم إثبات خطأها جزئيًا. اقترح عالم الآثار أهارون كمبينسكي تحديد تل العجول مع شاروهين في السبعينيات. تم استئناف أعمال التنقيب في تل العجول عام 1999 من قبل فريق سويدي-فلسطيني بقيادة المخرجين بيتر م. فيشر ومعين صادق.
- أنسون ريني اقترح تل حرور ، بمحاذاة وادي جرار بالقرب من الحدود مع غزة ، وحوالي 15 كيلومترًا شمال شرق فراه جنوبًا ، ( 31.382117 ° شمالًا 34.606522 ° شرقًا ) كموقع شاروهين أيضًا. هذا التعريف مدعوم أيضًا من قبل دونالد بي. ريدفورد ، بسبب الحجم الهائل للموقع والموقع الجغرافي المهم.[7]